# Zionist Organization of America
Die Zionist Organization of America ist eine zionistische Organisation in den USA mit Sitz in New York City. Sie wurde am 28. Oktober 1897 als Federation of American Zionists  gegründet und hat heute 30.000 Mitglieder und Filialen in zwölf großen US-Städten sowie ein Büro in Israel.
Ziel der Organisation ist es, die Beziehungen zwischen den USA und Israel zu vertiefen. Dazu betreibt sie Lobbying im Kapitol (Washington), legt Bildungsprogramme auf und bekämpft anti-israelische Tendenzen in Medien, Büchern und Universitäten. Sie reklamiert für sich, die einzige Organisation zu sein, die palästinensisch-arabische Verletzungen der Roadmap erfasst und die die Nominierung „aggressiver Kritiker Israels“ für einflussreiche Positionen in der US-Regierung durch Kampagnen verhinderte.
Nach eigenen Angaben spielte die ZOA eine Schlüsselrolle bei der Wahrnehmung der israelischen Terrorismus-Opfer durch den US-Kongress, der Einheit Jerusalems unter israelischer Souveränität und dem Kampf gegen Hamas und Fatah. Sie arbeitet an der Durchsetzung von Sanktionen gegen Syrien und Saudi-Arabien.
ZOA hat ein „Campus Activism Network“ errichtet, um College-Studenten zur Bekämpfung arabischer Propaganda an Universitäten zu organisieren. Dafür werden „Studentische Aktivisten“ in Israel geschult. Weiter betreibt ZOA ein „Center for Law & Justice“, das für Israel und Juden vor Gerichten aktiv ist. Das Außenministerium der USA wurde wegen Missachtung eines Gesetzes verklagt, das US-Bürgern den Geburtsort „Jerusalem,Israel“ in Passdokumenten erlaubt. Mit Hilfe von Gerichten wurden zehn „Proterroristische Webseiten“ geschlossen.
Einer der Präsidenten der Organisation, Louis Brandeis war von 1916 bis 1939 Richter am Obersten Gerichtshof der Vereinigten Staaten.
Präsident der ZOA ist gegenwärtig Morton A. Klein. 

## Preise und Auszeichnungen
Zu den von der ZOA ausgezeichneten Preisträgern gehören:
- Defender of Israel Award 2018: John R. Bolton
- Bob Shilllman (Brandeis Award 2018)
- Bob Shilllman Award 2018: Richard Grenell
- Robert C. O’Brien (Jurist), Justice Louis D. Brandeis Award 2019
- Woo Kai Sheng Award 2018: Mark R. Levin